# Ambachtsherrlichkeit
Eine Ambachtsherrlichkeit (niederländisch: ambachtsheerlijkheid) oder Niedere Herrlichkeit war in den vormaligen Niederlanden eine Herrlichkeit, ein Territorium eines Ambachtsherrn.
Die Ambachtsherrlichkeit unterschied sich von den Freien oder Hohen Herrlichkeiten darin, dass der Herr keine Hohe Gerichtsbarkeit besaß. Inhaber von Ambachtsherrlichkeiten hatten aber die Kompetenzen über die Verwaltung jener; sie benannten die Schultheißen und hatten Zugriff auf gewisse Abgabegebühren seitens der Bewohner der Ambachtsherrlichkeit. Ursprünglich waren die Ambachtsherrlichkeiten im Besitz von Edelleuten, um zu Beginn des Goldenen Zeitalters vermehrt in die Hände von reichen Patriziern und Städten zu gelangen. In Holland und Zeeland war diese Betitelung sehr gebräuchlich. Bekannte Ambachtsherren waren Wolfhart VI. von Borsselen, Reinoud III. van Brederode, Cornelis de Graeff, Johann Hudde und Nicolaes Witsen.